# Saccolabiopsis
Saccolabiopsis é um género botânico pertencente à família das orquídeas (Orchidaceae).